# Шан-Чи 2
Безымянный сиквел фильма «Шан-Чи и леге́нда десяти́ коле́ц», также известный как «Шан-Чи 2» (англ. Shang-Chi 2) — будущий американский супергеройский фильм, основанный на персонаже комиксов Marvel Шан-Чи, разрабатываемый Marvel Studios и распространяемый Walt Disney Studios Motion Pictures. Он станет частью медиафраншизы «Кинематографическая вселенная Marvel» (КВМ) и прямым продолжением фильма «Шан-Чи и легенда десяти колец» (2021). Режиссёром и сценаристом фильма выступит Дестин Дэниел Креттон, а Симу Лю повторит свою роль Шан-Чи.
Продолжение фильма «Шан-Чи и легенда десяти колец» было объявлено в декабре 2021 года, тогда же стало известно, что Креттон вернётся к написанию сценария и режиссуре, а Лю повторит свою роль.

## Актёрский состав
- Симу Лю — Сюй Шан-Чи[a]:
Опытный мастер боевых искусств, которого его отец Венву с раннего возраста обучал искусству убивать. Шан-Чи покинул организацию «Десять колец» в поиске нормальной жизни в Сан-Франциско[1].

## Производство

### Разработка
В декабре 2021 года был объявлен сиквел фильма «Шан-Чи и легенда десяти колец» (2021), для режиссуры и написания сценария которого должен вернуться Дестин Дэниел Креттон. Продолжение стало частью заключённой между Креттоном и Marvel Studios сделки о разработке телевизионных проектов для стримингового сервиса Disney+; на тот момент уже велась разработка комедийного сериала «Чудо-человек». В следующем месяце ожидалось возвращение Симу Лю к роли Шан-Чи, и тот сказал, что хочет, чтобы в сиквеле было исследовано то, как Шан-Чи справляется со своей «новообретённой силой» десяти колец, а также то, какое место ему уготовано в расширяющейся Кинематографической вселенной Marvel (КВМ). В июле 2023 года Лю заявил, что не уверен, когда начнётся производство. Ему было известно, что премьера должна была состояться после выхода фильма «Мстители: Судный день» (2026), который должен был выйти в 2025 году, но был перенесён. Он выразил надежду на то, что в скором времени сможет поделиться большим количеством деталей о продолжении.

## Комментарии
1. ↑  Китайский: 尚氣. Более корректной транскрипцией на русский язык является Сюй Шанци.